# مجدي قرقر
محمد مجدي قُرقُر سياسي مصري وعضو مجلس الشعب المصري 2012، ثم عضو مجلس الشورى المصري 2012 وأمين عام حزب العمل المصري، الذي قامت لجنة شئون الأحزاب المصرية في عام 2000 بتجميد نشاطه. يعمل أستاذا ورئيس قسم التخطيط البيئي والبنية الأساسيةبكلية التخطيط العمراني بجامعة القاهرة ويكتب بالعديد من الصحف والمجلات. وكان له نشاط بارز في حركة مهندسين ضد الحراسة، وهو قيادي في التحالف الوطني لدعم الشرعية ورفض الانقلاب، الذي تكون في أعقاب الانقلاب العسكري في مصر 2013.

## درجاته العلمية
حصل قرقر على بكالوريوس الهندسة المدنية (B.Sc) من جامعة القاهرة في يوليو 1975، ثم ماجستير العلوم (M.Sc) في الهندسة المدنية عام 1981، وأخيرا دكتوراه الفلسفة (Ph.D) في الهندسة المدنية عام 1986. وتدرج في العمل الأكاديمي بكلية التخطيط العمراني بجامعة القاهرة حتى صار رئيسًا لقسم التخطيط البيئي والبنية الأساسية بالكلية.

## حياته السياسية
شغل قرقر عدة مواقع سياسية حيث كان أمين التثقيف بحزب العمل المصري ثم أمينًا عامًا مساعدًا للحزب في الفترة من 1993 حتى يونيو 2011، وبعد قيام ثورة 25 يناير أصبح أمينًا عامُا للحزب في يونيو 2011.
وكان قرقر أحد المؤسسين وعضو المكتب التنفيذي للحركة المصرية من أجل التغيير "كفاية" منذ فبراير 2005 وصار منسقًا عامًا مساعدًا للحركة في 2007 حتى يناير 2011.
وهو عضو بمجلس أمناء الحملة العالمية لمواجهة العدوان التي تشكلت في فبراير 2005، وعضو بالمؤتمر القومي الإسلامي منذ عام 2000، ومنسق جبهة علماء ومفكري الأمة التي تأسست في القاهرة عام 2003. كما أنه عضو اللجنة القومية للدفاع عن سجناء الرأي منذ 1993.
كان قرقر عضوا بمجلس الشعب المصري الذي أعقب ثورة 25 يناير، كما كان عضوا في مجلس الشورى عام 2012 الذي ظل قائما حتى وقوع انقلاب 2013. وهو عضو بارز في التحالف الوطني لدعم الشرعية.

## السجن والاعتقال
ألقت السلطات المصرية القبض عليه في 2 يوليو 2014 قبل يوم واحد من الذكرى الأولى للانقلاب العسكري في مصر وذلك بعد دعوة التحالف الوطني لدعم الشرعية ورفض الانقلاب لتظاهرات في تلك الذكرى، ووجهت له تهمة الانضمام إلى جماعة إرهابية، والتحريض على العنف بحسب التحقيقات. إلا أن المحكمة أفرجت عنه في تلك القضية.
وكان قد سبق اعتقاله في أحداث 6 إبريل 2008 مع حركة 6 إبريل وأفرج عنه بعد 18 يوم، بعدما تظاهر طلبة كليته بجامعة القاهرة منددين باعتقاله. كما اختُطف عدة مرات لعدة ساعات لمنعه من التواصل مع المصلين في الجامع الأزهر في عهد مبارك.

## مؤلفاته
له عدة مؤلفات منها:
- مسرحية الوزير جاى – ثلاثة فصول - إعداد – 1973
- مسرحية «رجل تحت الصفر» - فصلين - إعداد - 1976
- بين الإسلام والدنيوية – القاهرة – 1993
- كفر البلاص – القاهرة 1996 – كتاب أدب سياسي.[11]
- بين الإسلام والسياسة
- بين الشورى والديمقراطية
- العلاقات الدولية في الإسلام
- ثقافة المقاطعة ضرورة عملية وواجب شرعي - ربع قرن في مواجهة التطبيع - مركز الإعلام العربي - 2004
- المقاطعة في مواجهة التطبيع - كراسات القدس - مركز الإعلام العربي - 2006 - طبعة ثانية
- بين التطبيع الرسمي.. والرفض الشعبي مع إسرائيل.[12]